# Ernst Havlik
Ernst Havlik (geboren am 18. April 1944 in Korneuburg, Niederösterreich) ist ein österreichischer Schriftsteller, Medizinphysiker und Comicexperte.

## Leben
Nach dem Besuch des Bundesrealgymnasiums in Wien studierte Havlik Physik und Mathematik an der Universität Wien, wo er 1970 am Institut für Radiumforschung und Kernphysik promovierte. Von 1971 bis 1973 arbeitete er in der Optikindustrie, ab 1973 arbeitete und forschte er in der Nuklearmedizin am Allgemeinen Krankenhaus der Stadt Wien. Ab 1980 bildete er sich zum Strahlenschutzexperten und Gutachter für Strahlenschutz fort. Seit 1992 ist er Universitätsdozent für Klinische Physik am Zentrum für Biomedizinische Technik und Physik der Medizinischen Universität Wien. Seit 1971 veröffentlichte Havlik über 50 wissenschaftliche Artikel aus den Bereichen Nuklearmedizin und Strahlenschutz.
Neben seinen beruflichen Interessen beschäftigte Havlik sich mit Science-Fiction und Comics. 1973 veröffentlichte er den Science-Fiction-Roman Langes Leben, Liebling, der in zwei Heften der Science-Fiction-Reihe des Zauberkreis Verlags erschien. 1984 wurde seine Kurzgeschichte Meinhart Fleckers letzte Jagd mit dem Robert-Sheckley-Preis des Bastei-Verlags ausgezeichnet. Von 1978 bis 1981 war Havlik Mitherausgeber des Comic-Magazins Stress. 1981 erschien sein Lexikon der Onomatopöien über die lautimitierenden Wörter im Comic, das 1991 bei Zweitausendeins neu aufgelegt wurde.

## Bibliografie
Roman
- Langes Leben, Liebling. Zauberkreis Science Fiction #133 und #134, 1973. Neuausgabe: August von Goethe Literaturverlag, Frankfurt am Main 2013, ISBN 978-3-8372-1301-0.

Sammlungen
- Körperliches und mehr : Kurzgeschichten. Cornelia-Goethe-Literaturverlag, Frankfurt am Main 2005, ISBN 3-86548-114-0.
- Hinrichtung um acht und andere Kurzgeschichten. August-von-Goethe-Literaturverlag, Frankfurt am Main 2005, ISBN 3-86548-596-0.

Kurzgeschichten
- Meinhart Fleckers letzte Jagd. In: Michael Görden, Michael Kubiak (Hrsg.): Brainstorming und andere ausgezeichnete Stories. Bastei Lübbe Science Fiction Special #24055, 1984, ISBN 3-404-24055-3.
- Thesaurus. In: c’t, #7/1990.
- Videokiller. In: c’t, #9/1990.

Sachliteratur
- Lexikon der Onomatopöien: Die lautimitierenden Wörter im Comic. Fricke, Frankfurt am Main 1981, ISBN 3-88184-036-2. Neuausgabe: Zweitausendeins, Frankfurt am Main 1991, ISBN 3-88184-036-2.